# Hagenried
Hagenried ist ein Gemeindeteil von Münsterhausen im schwäbischen Landkreis Günzburg in Bayern.

## Geographie
Das Dorf liegt etwa zwei Kilometer westlich von Münsterhausen, am westlichen Rand des Mindeltales und an der Kreisstraße GZ 25. 200 m östlich verläuft die Kleine Mindel.

## Geschichte
Am 1. Januar 1978 wurde die bis dahin selbstständige Gemeinde Hagenried im Zuge der Gemeindegebietsreform in die Gemeinde Münsterhausen eingegliedert.

## Baudenkmäler
Sehenswert ist die Kapelle St. Wendelin, erbaut 1728.
→ Liste der Baudenkmäler in Hagenried